# Ahuillé
Ahuillé é uma comuna francesa na região administrativa da Pays de la Loire, no departamento de Mayenne. Estende-se por uma área de 28,97 km². Em 2010 a comuna tinha 1 877 habitantes (densidade: 64,8 hab./km²).